# 長谷川清二郎
長谷川 清二郎（はせがわ せいじろう、1918年 - 1977年12月以前）は、日本の元将棋棋士。石井秀吉門下、千葉県の寒川宿（現在の千葉県千葉市中央区寒川町）出身。アマチュアの全国将棋大会で優勝してからプロに転じ、七段まで昇段したが、精神疾患のため30歳で無期限休場となり、後に日本将棋連盟を退会した。

## 経歴
幼少時から将棋に興味を持ち、アマチュアとして石井秀吉の指導を受けていた。1935年10月、大阪毎日新聞社が主催した第1回の「全日本アマチュア将棋選手権大会」に関東代表として出場し、最年少出場者ながら優勝を飾った。この優勝でプロの棋士となることを決意し、1936年に初段、1937年に二段、1938年に四段となった。その後、1939年には五段、1941年には六段に昇段した。
1946年-47年の第1期順位戦の六・七段戦（B級）に出場し、1947年には七段へと昇段した。1947年-48年の第2期順位戦B級にも参加したものの、第3期順位戦を病気のため欠場し、その後の順位戦には参加していない。

### 休場
病弱だったようである。1948年3月に将棋大成会（後の日本将棋連盟）が出版した名鑑『現代棋士名鑑：次の名人は誰？』では、「戰爭中から强度の神經衰弱を病み、一時再起を憂慮されたが、終戰後漸次快復に向いつゝあり、徃年の元氣を取戾す日も近く、その活躍を期待されてゐる」と紹介されている。日本将棋連盟の月刊誌『将棋世界』1956年6月号付録の「現代棋士名鑑」では、「休場、引退棋士」の項に長谷川が記載されている。山本武雄が1966年に出版した書籍『将棋百年』には、1946年の第1期順位戦に出場した棋士達のその後に関する補足説明があり、そこでは長谷川が後に「再起不能の病気休場」となったことが述べられている。
広津久雄は、静岡新聞日曜版に連載していた回想録『静岡将棋誌』で長谷川について言及している。長谷川はある時期から対局中の奇妙な行動（新聞紙でしきりに顔を拭ったり、風変わりな作法で煙草を吸ったりするなど）が目立つようになり、他の棋士を困惑させていたという。本人と家族の意向で休場せず対局を続けていたが、他の棋士から日本将棋連盟にたびたび苦情が寄せられたため、最終的には連盟の理事会の判断で休場させたという。
上述した山本武雄や広津久雄、また後述の升田幸三は、休場の原因となった長谷川の「病気」の種類を明言していない。しかし精神疾患だと明言している文献も存在する。1951年8月の『将棋評論』誌に「キセイ子」というペンネームの人物が執筆したエッセイは、「將棋をあまり思い詰めて氣が変になつた人」の例として長谷川に言及し、「悲しい將棋道のギセイ者」と長谷川を評している。1977年12月の『近代将棋』誌に掲載された町田進のエッセイは、長谷川について「勝つことにあまり執心して気が狂ったといわれている」「若くして狂ってしまった」と述べている。町田によると、将棋連盟がまだ中野区にあった頃、同区の将棋会所に、既に引退状態だった長谷川が時々訪れて指導対局を行っていた。当時の長谷川は立ち振る舞いにも精神疾患の影響が強く出ていたが、それでも指導対局が始まると居ずまいを正し、二枚落ちでアマチュア高段者たちを圧倒したという。町田はまた、1977年時点で長谷川は故人であるとも述べている。

### 退会
升田幸三は実戦集『升田将棋選集』の第1巻で長谷川との第1期順位戦での対局を取り上げ、長谷川のその後について「第三期順位戦は病気のため欠場し、退会した」と述べている。升田から見て長谷川は「無口でめったに口を開くこともなかった。小柄な体で、いかにも神経質そう」という印象だったという。
日本将棋連盟が1981年以降の将棋年鑑や2018年以降の公式ウェブサイトに掲載している「棋士系統図」では、長谷川は退会扱いとなっている。日本将棋連盟公式ウェブサイトの「引退棋士」や「物故棋士」のページに長谷川は記載されていない。

## 棋風
1948年の『現代棋士名鑑』によれば、長考派の受け将棋で「受けの長谷川」と呼ばれたという。また同書には「最近病氣快復後は長考から早指しに轉向した觀がある」とも述べられている。
升田幸三は長谷川の棋風を「自分から攻勢に出てくることは、ほとんどと言ってよいほどない」「充分な態勢を敷き、相手の攻めを待って反撃に転ずるというのが、この人の得意のパターン」と評している。
広津久雄によると、アマチュア時代の長谷川はさらに極端な受け将棋であったが、奨励会入会後はそのままでは成績が上がらず、以前よりも攻めるように棋風を変えることで克服したという。

## 昇段履歴
- 1936年 - 初段[1]
- 1937年 - 二段[1]
- 1938年 - 四段[1]
- 1939年 - 五段[1][18]
- 1941年 - 六段[1][19]
- 1947年 - 七段[1]

## 主な成績

### 在籍クラス
| 開始 年度 | (出典)順位戦出典 | (出典)順位戦出典 | (出典)順位戦出典 | (出典)順位戦出典 | (出典)順位戦出典 | (出典)順位戦出典 | (出典)順位戦出典 | (出典)順位戦出典 |
| 開始 年度 | 期               | 名人             | A級              | B級              | B級              | C級              | C級              | 0                |
| 開始 年度 | 期               | 名人             | A級              | 1組              | 2組              | 1組              | 2組              | 0                |
| --- | ---------------- | ---------------- | ---------------- | ---------------- | ---------------- | ---------------- | ---------------- | ---------------- |
| 1947 | 1                | 六・七段戦5位    | 六・七段戦5位    | 六・七段戦5位    | 六・七段戦5位    | 六・七段戦5位    | 六・七段戦5位    | 六・七段戦5位    |
| 1948 | 2                | B級18位          | B級18位          | B級18位          | B級18位          | B級18位          | B級18位          | B級18位          |
| 順位戦の 枠表記 は挑戦者。 右欄の数字は勝-敗(番勝負/PO含まず)。 順位戦の右数字はクラス内順位 ( x当期降級点 / *累積降級点 / +降級点消去 ) |                  |                  |                  |                  |                  |                  |                  |                  |